# Наталі Палій
Наталя Павлівна Палій (рос. Наталья Палей, англ. Natalie Paley (Наталі Пейлі), 5 грудня 1905 — 27 січня 1981) — французька модель, акторка, світська особа. Російська князівна, внучка імператора Олександра II від морганатичного шлюбу князя Павла Олександровича та Ольги Карнович.

## Біографія
Народилася 5 грудня 1905 року в Парижі. Її батьками були великий князь Павло Олександрович і Ольга Валер'янівна Карнович. Була наймолодшою з трьох їх спільних дітей.
Спочатку російська влада була проти цього шлюбу. Але 1908 року цар Микола II дозволив всій родині повернутися в Росію, а 1915 року надав графині Ользі Гогенфельзен і її трьом дітям від Павла князівський титул під прізвищем Палій (Палѣй). Український рід Палій, відомий в історії Запорізької Січі та Гетьманщини, перебував у родинних стосунках з Карновичами.
Після Жовтневого перевороту її батько і брат, князь Володимир Палій, були заарештовані більшовиками і вбиті.
У 1920 році разом з матір'ю і старшою сестрою Іриною покинула радянську Росію. З 1920 року жила у Франції, працювала моделлю в Парижі.

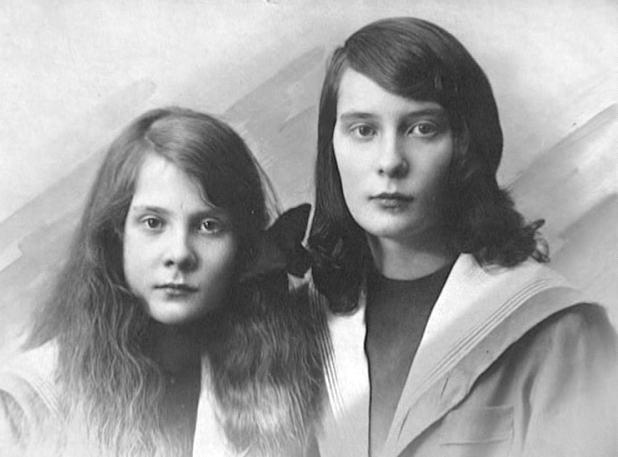
Княгині Наталі та Ірина Палій

1927 року одружилася з модельєром Люсьєном Лелонгом, з яким офіційно розлучилася в 1937 році.
У 1932 році мала роман з поетом Жаном Кокто. Друкувалась на обкладинці журналу Vogue.
1933 року переїхала до США. У 1930-х знялась у фільмах з Морісом Шевальє, Шарлем Буає, Кері Ґрантом і Кетрін Гепберн. Була зіркою в Голлівуді. Дружила з Сержем Лифарем, Лукіно Вісконті, Марлен Дітріх.
8 вересня 1937 року в США пошлюбила бродвейського продюсера Джона Вілсона.
У 1942 році в США мала роман з письменником Антуаном де Сент-Екзюпері, листувалася до кінця його життя.
Була у стосунках з німецьким письменником Еріхом Марією Ремарком. У романі Ремарка «Тіні в раю» історія кохання між головними героями нагадує реальні події — історію кохання письменника і Наталі Палій.
Померла в Нью-Йорку в 1981 році у 76-річному віці. Дітей не мала.